# Juegos Parapanamericanos Juveniles de 2013
Los Juegos Parapanamericanos Juveniles de 2013 fueron la tercera edición de los Juegos Parapanamericanos Juveniles, un evento multideportivo internacional, celebrado en la Ciudad de Buenos Aires, Argentina, entre el 14 y 19 de octubre de 2013. En estos Juegos, participaron un total de 636 atletas con alguna discapacidad de 15 países de América.
Los Juegos fueron planificados con el fin de «que jóvenes atletas con discapacidad de todo el continente participen de una competencia internacional y para constituir un espacio privilegiado para el desarrollo personal y deportivo en forma inclusiva y sin limitaciones de cada participante, y para la promoción de los valores paralímpicos». 
Los juegos se llevaron a cabo en un total de tres sedes de la ciudad, todas ubicadas en el barrio de Núñez. 

## Organización
Los juegos fueron organizados en forma conjunta por el Ministerio de Desarrollo Social de Argentina, el Comité Paralímpico Argentino (COPAR), el Ente Nacional de Alto Rendimiento (ENARD) y el Comité Paralímpico Internacional (IPC). Asimismo, se creó un Comité Organizador, donde la política Alicia Kirchner fue designada presidenta.

### Voluntariado
Los juegos contaron con un programa de voluntarios de diversas partes de Argentina. El voluntariado se encargaron de:
- Asistir a los atletas tanto dentro como fuera de las competencias.
- Orientar a los deportistas y autoridades extranjeras en el ámbito de las instalaciones de cada sede y de la ciudad en general
- Estar a disposición de toda aquella persona que participe de este evento y requiera algún tipo de asistencia o acompañamiento.

### Control antidopaje
Los juegos contaron, con un Programa de Control Antidopaje a cargo del Comité Paralímpico Internacional (IPC). También, durante los Juegos, a los jóvenes atletas participantes se les brindarán materiales y charlas en las que accederán a información importante relacionada con los controles de dopaje.

## Sedes
Mientras que la ceremonia de apertura se llevó a cabo en Tecnópolis, los eventos deportivos de los juegos se desarrollaron en tres sedes:
| Sedes                                                                   | Deportes                                                        |
| ----------------------------------------------------------------------- | --------------------------------------------------------------- |
| Centro Nacional de Alto Rendimiento Deportivo                           | Atletismo boccia Golbol Judo Halterofilia Natación              |
| Campo de Deportes de la Universidad de Buenos Aires                     | Baloncesto en silla de ruedas fútbol 7 tenis en silla de ruedas |
| Centro de Recreación y Deportes del Servicio Nacional de Rehabilitación | Tenis de mesa                                                   |

Todas las sedes de estos juegos se encuentran ubicadas en el barrio porteño de Núñez. Esto es con el fin de facilitar el tránsito en Buenos Aires durante los juegos y poder trasladarse de una sede a la otro en un breve lapso de tiempo. 
Las instalaciones de todas las sedes se encuentran acondicionadas y equipadas específicamente para competencias de estas características.

## Países participantes
En esta edición de los Juegos Parapanamericanos participarán más de 600 atletas provenientes de 17 países de América. Los países participantes fueron:
| - Argentina (143) (País local) - Brasil (137) - Canadá (5) - Chile (48) - Colombia (59) - Costa Rica (1) | - Ecuador (19) - Estados Unidos (5) - Guatemala (3) - México (80) - Nicaragua (5) | - Panamá (11) - Puerto Rico (2) - República Dominicana (2) - Trinidad y Tobago (1) - Venezuela (123) |

- Entre paréntesis figura el número de atletas que compitieron por país.

## Deportes
Un total de 10 deportes se disputaron en Buenos Aires 2013. Todos ellos son deportes panamericanos, incluidos en el actual programa deportivo de los Juegos Parapanamericanos. Los deportes fueron:
| - Atletismo - Baloncesto en silla de ruedas - Boccia | - Fútbol 7 - Golbol - Halterofilia | - Judo - Natación - Tenis en silla de ruedas | - Tenis de mesa |

## Desarrollo

### Ceremonia de apertura
La ceremonia de apertura de los Juegos Parapanamericanos Juveniles Buenos Aires 2013 se llevó a cabo en el centro recreativo de Tecnópolis a las 18:00 (UTC-3). A la ceremonia acudieron el jefe de Gabinete de Ministros, Juan Manuel Abal Medina, y la ministra de Desarrollo Social de la Nación y presidenta del comité organizador de los juegos, Alicia Kirchner, que encabezaron el acto inaugural.
Luego del desfile de las naciones participantes, Kirchner declaró:

Cuántas historias vividas y cuánta fuerza podemos visibilizar hoy acá. Estamos marcando un camino que debemos mejorarlo, con más integración.

Asimismo, Abal Medina declaró:

Cuando veíamos a cada uno de los abanderados llevar con tanto orgullo esas banderas patrias, nos mostraban cómo se puede trabajar por una América mucho más igualitaria. Quiero destacar a cada uno de los jóvenes atletas por el esfuerzo, las ganas, los sueños que pueden hacer realidad estos juegos.

## Medallero
| Núm.           | País                       | Oro | Plata | Bronce | Total |
| -------------- | -------------------------- | --- | ----- | ------ | ----- |
| 1              | Brasil (BRA)               | 102 | 65    | 42     | 209   |
| 2              | México (MEX)               | 58  | 55    | 42     | 155   |
| 3              | Argentina (ARG)            | 38  | 51    | 44     | 133   |
| 4              | Venezuela (VEN)            | 26  | 18    | 22     | 66    |
| 5              | Colombia (COL)             | 12  | 11    | 14     | 37    |
| 6              | Ecuador (ECU)              | 7   | 2     | 7      | 16    |
| 7              | Trinidad y Tobago (TTO)    | 4   | 0     | 0      | 4     |
| 8              | Chile (CHI)                | 3   | 6     | 9      | 18    |
| 9              | Panamá (PAN)               | 2   | 2     | 5      | 9     |
| 10             | República Dominicana (DOM) | 2   | 0     | 0      | 2     |
| 11             | Puerto Rico (PUR)          | 1   | 0     | 0      | 1     |
| 11             | Estados Unidos (USA)       | 1   | 0     | 0      | 1     |
| 13             | Nicaragua (NCA)            | 0   | 3     | 2      | 5     |
| 14             | Costa Rica (CRC)           | 0   | 2     | 1      | 3     |
| 15             | Canadá (CAN)               | 0   | 1     | 0      | 1     |
| Total absoluto | Total absoluto             | 256 | 216   | 188    | 660   |

### Ceremonia de clausura
Los juegos fueron oficialmente clasurados el 19 de octubre de 2013, en el Centro Nacional de Alto Rendimiento (CeNARD) por Claudio Morresi y Alicia Kirchner.
| Predecesor: Bogotá 2009 | III Juegos Parapanamericanos Juveniles Buenos Aires 2013 | Sucesor: Brasil 2017 |